# NGC 250
NGC 250 je galaksija u zviježđu Ribe.

## Vanjske poveznice
- SEDS: NGC 0250